# Аномальная жара в Великобритании (2022)
В 2022 году в Великобритании наблюдались три тепловые волны: первая длилась три дня в июне, вторая — три дня в июле, а третья — шесть дней в августе. Это были периоды необычайно жаркой погоды, вызванной повышением высокого давления со стороны Евразии. В августе во многих регионах было объявлено о засухе.
Метеорологическое управление выпустило первое красное предупреждение об экстремальной жаре 8 июля, которое коснулось всей центральной и южной Англии и действовало в течение 18 и 19 июля. 15 июля после введения красного предупреждения было объявлено чрезвычайное положение в стране. 19 июля рекордная температура в +40,3 °C была зарегистрирована и подтверждена Метеорологическим бюро в Конингсби, побив предыдущий рекорд, установленный в 2019 году — +38,7 °C в Кембридже, Англия. Тепловые волны вызвали значительные нарушения в работе транспорта.
Тепловые волны также наблюдались и в других частях Европы и Северной Африки. Климатологи связывают экстремальную жару с последствиями изменения климата.

## Июнь
В течение 3 дней с 15 по 17 июня температура в Лондоне, достигала не менее +28 °C, что является официальным порогом тепловой волны для этого времени года. 17 июня в Сантон-Даунхеме, Саффолк, был зафиксирован максимум +32,7 °C.
Агентство по безопасности здоровья Великобритании объявило предупреждение о жаре второго уровня для восточного Мидленда и юго-запада страны.

### Воздействие на курорты
Сообщалось, что рано утром в пятницу 17 июня толпы людей прибывали к бассейнам, паркам и морским побережьям на юге и востоке Англии. Парковки на берегу моря в Борнмуте, были заполнены к полудню.

## Июль
8 июля Метеорологическое управление выпустило предупреждение о жаре, предупреждая, что 9 июля в некоторых районах Англии с вероятностью 90 % будут соблюдены критерии тревоги третьего уровня. 12 июля Метеорологическое управление выпустило янтарное предупреждение об экстремальной жаре на 17 июля, которое было продлено с 17 по 19 июля. Было заявлено, что высокие температуры могут сохраниться в течение следующей недели. К 13 июля уровень воды в водохранилище Трусскросс упал настолько, что стали видны руины Вест-Энда, деревни, которая была затоплена при строительстве водохранилища в 1966 году.
15 июля UKHSA повысило уровень предупреждения о тепловой волне до 4, «заболевания и смерть наблюдаются среди здоровых людей, а не только в группах повышенного риска». Метеорологическое управление выпустило первое в своей истории красное предупреждение об экстремальной жаре после того, как в некоторых районах Англии прогнозировалось повышение температуры более +40 °C, и была объявлена национальная чрезвычайная ситуация. Предупреждение действовало с 18 по 19 июля, затронув большую часть Англии.
Янтарное предупреждение об экстремальной жаре было распространено на Корнуолл, западный Уэльс и часть южной Шотландии. Ряд школ объявили, что в самые жаркие дни они будут либо закрыты, либо разрешат ученикам носить физкультурную форму вместо школьной.
17 июля, в первый день действия «янтарного» предупреждения, самая высокая температура была зафиксирована в Хавардене (Уэльс) и составила 33 °C. Самая высокая температура в Англии составила +32 °C в Нантвиче, а самая высокая температура в Шотландии — +26,4 °C в Аучинкрайве. В Северной Ирландии температура достигла +27,7 °C в Армаге.
18 июля, в первый день действия красного предупреждения, температура достигла +38,1 °C в Сантон-Даунхеме. Уэльс побил свой рекорд по самой высокой зарегистрированной температуре: +37,1 °C было зафиксировано в Хавардене. На Нормандских островах был установлен новый рекорд температуры: +38 °C было зафиксировано в Сент-Хелиере. Самая высокая температура в Шотландии составила +31. 3 °C в Абойне, а самая высокая температура в Северной Ирландии составила +31,1 °C в Деррилин. В Корнуолле температура достигла +34,2 °C в Буде, побив рекорд графства — +33,9 °C, установленный в 1976 году.
В период с 18 по 19 июля в Великобритании была зафиксирована самая высокая минимальная ночная температура — +25,9 °C в Эмли-Мур, Западный Йоркшир. Это на 2 °C выше предыдущего рекорда, установленного в Брайтоне в августе 1990 года. Температура во многих других частях страны не опускалась ниже +25 °C, что позволило Великобритании получить самую тёплую тропическую ночь в истории.
19 июля в Конингсби, Линкольншир, была зафиксирована температура +40,3 °C — самая высокая температура за всю историю Великобритании. До этого предыдущий рекорд в +38,7 °C был зафиксирован в Кембридже во время европейской жары 2019 года. Этот рекорд был побит по меньшей мере в 34 местах по всей Англии 19 июля, в шести из них температура превысила +40 °C, сообщило Метеорологическое управление, заявив, что «недавняя экстремальная жара в Великобритании была гораздо более интенсивной и распространённой, чем предыдущие сопоставимые тепловые волны». В Шотландии была зафиксирована самая высокая температура в истории — +35. 1 °C была зафиксирована в замке Флорс, побив рекорд +32,9 °C, зафиксированный во время европейской жары 2003 года. Водопад Айсгарт, популярный водопад в Йоркширских далях, почти полностью высох после высоких температур и отсутствия осадков в районе в течение многих недель.
Министр полиции и борьбы с преступностью Кит Малтхаус сообщил в парламенте, что по меньшей мере 13 человек погибли в результате несчастных случаев, связанных с водой, во время тепловой волны, и что по меньшей мере 41 объект недвижимости был разрушен в Лондоне и более десятка в других частях страны.

## Август
9 августа началась очередная волна жары. Было введено янтарное предупреждение об экстремальной жаре для большей части Англии и Уэльса, а также предупреждение о жаре третьего уровня для центральной и южной Англии и предупреждение второго уровня для северной Англии.
В августе Том Морган, метеоролог из Метеорологического бюро, заявил, что «температура не будет такой высокой, как в июле», но будет держаться «длительный период» с «температурой в районе низких тридцати градусов». 8 августа Агентство по безопасности здоровья Великобритании издало предупреждение о жаре 3-го уровня для центральной и южной Англии на период с 9 по 13 августа, которое позже было продлено до 14 августа.
Самая высокая температура, зарегистрированная в Великобритании 11 августа, составила +34,2 °C в Виггонхолте. Помощник комиссара Лондонской пожарной бригады сообщил, что в первую неделю августа 2021 года они приняли участие в тушении 42 пожаров на лугах и в дикой природе, а в ту же неделю 2022 года — в 340, что больше на 700 %.
13 августа на дороге A63 в Саут-Кейв в жару сломались барьеры безопасности, менее чем через год после установки прошлой зимой.
Самая высокая температура 14 августа составила +34,1 °C, зафиксированная в Чарлвуде.
Хотя 14 августа был последний день чрезвычайно жаркой погоды, температура оставалась выше среднесезонной и на следующий день. 15 августа по территории Великобритании прошли сильные дожди и грозы. Метеорологическое управление выпустило трехдневное предупреждение о погоде на 15, 16 и 17 августа, предупреждая о риске наводнений в некоторых районах. Янтарное предупреждение о грозах было выпущено для юго-западной Англии, охватывая большую часть Девона и части Корнуолла и Сомерсета. Проливной дождь и грозы привели к наводнениям в Лондоне и Юго-Восточной Англии 17 августа. Сильный дождь также привёл к тому, что неочищенные сточные воды попали в море в некоторых местах после переполнения канализации. 17 августа на пляжах Англии и Уэльса действовало несколько предупреждений о загрязнении.
Во время аномальной жары три человека погибли в результате несчастных случаев на воде.

## Засуха
Метеорологическое бюро сообщило, что количество осадков, выпавших в период с января по июнь 2022 года, было наименьшим с 1976 года, что стало самым засушливым началом года в Англии за последние 46 лет. Было подтверждено, что в Англии был самый сухой июль с 1935 года, причем в некоторых районах страны выпало меньше всего осадков за всю историю метеонаблюдений. На юго-востоке и в центральной части южной Англии был самый сухой июль с момента начала учёта в 1836 году, когда в среднем выпало 5,0 мм осадков.
26 июля, когда запасы воды начали истощаться, Национальная группа по борьбе с засухой собралась для обсуждения стратегии действий в сложившихся условиях. Хотя группа не стала объявлять засуху, было сообщено, что водоснабжающие компании Великобритании начали приводить в действие начальные этапы своей политики борьбы с засухой, призывая население экономить воду. 29 июля Southern Water стала первой компанией, которая ввела запрет на использование шлангов для полива. Эта мера, затронувшая Хэмпшир и остров Уайт, должна была вступить в силу с 5 августа. После продолжительной засухи в Юго-Восточной Англии, 3 августа компания South East Water объявила о временном запрете на пользование трубами с 12 августа в Кенте и Сассексе. 4 августа компания Welsh Water объявила о введении запрета на использование шлангов в Пемброкшире и некоторых районах Кармартеншира, где наблюдалось самое засушливое лето с 1976 года, с 19 августа. 7 августа, когда в ближайшие дни ожидалась очередная волна жары, Джордж Юстас, государственный секретарь по охране окружающей среды, призвал компании водоснабжения ввести дополнительные запреты на использование трубок. 9 августа компания Thames Water объявила о планах введения запрета на использование трубок для 15 миллионов своих клиентов; впоследствии было подтверждено, что запрет начнёт действовать 24 августа. 12 августа Yorkshire Water стала пятой водопроводной компанией, объявившей о запрете на пользование трубами, который вступит в силу 26 августа. Это их первый запрет на пользование трубами за последние 27 лет.
12 августа Агентством по охране окружающей среды засуха была официально объявлена в 8 из 14 областей страны. Джон Куртин, исполнительный директор по местным операциям Агентства по охране окружающей среды, предупредил, что нехватка воды будет проблемой в течение нескольких месяцев, и что Великобритании потребуются осадки выше среднего уровня в течение осени и зимы, чтобы избежать новой засухи в 2023 году.